# Farbfächer
Ein Farbfächer ist ein fächerartig aufgebauter Katalog, der alle definierten Farben eines Farbsystems in Form von Aufstrichen oder Drucken auf Papier oder einem speziellen Substrat enthält. Den einzelnen Farbtönen im Fächer liegt eine definierte Rezeptur zugrunde, mit deren Hilfe sich die Farbtöne aus einzelnen Komponenten in verschiedenen Farb-(Anstrich-)Qualitäten gut nachmischen lassen. Eingeschränkt wird die Nutzung von Farbfächern sobald sich die Untergründe bzw. das Substrat von Fächer und Zieloberfläche unterschieden. Daher sind Farbfächer mit unterschiedlicher Oberfläche erhältlich (beispielsweise matt und glänzend oder gestrichen und gedruckt).

## Anwendung
Farbfächer dienen als Hilfsmittel zur Farbauswahl und zum Abgleich von Farben im Herstellungsprozess (beispielsweise zwischen Auftraggeber und Druckerei). Sie werden überwiegend von Grafikern und Druckern bei der Erstellung von Druckerzeugnissen verwendet. Aber auch in anderen Branchen (wie etwa in der Industrie oder im Bauwesen), die sich regelmäßig mit Farben, Lacken oder Design befassen, werden Farbfächer eingesetzt. 

## Gängige Farbfächer
Es werden im Wesentlichen drei gängige Farbfächer unterschieden:

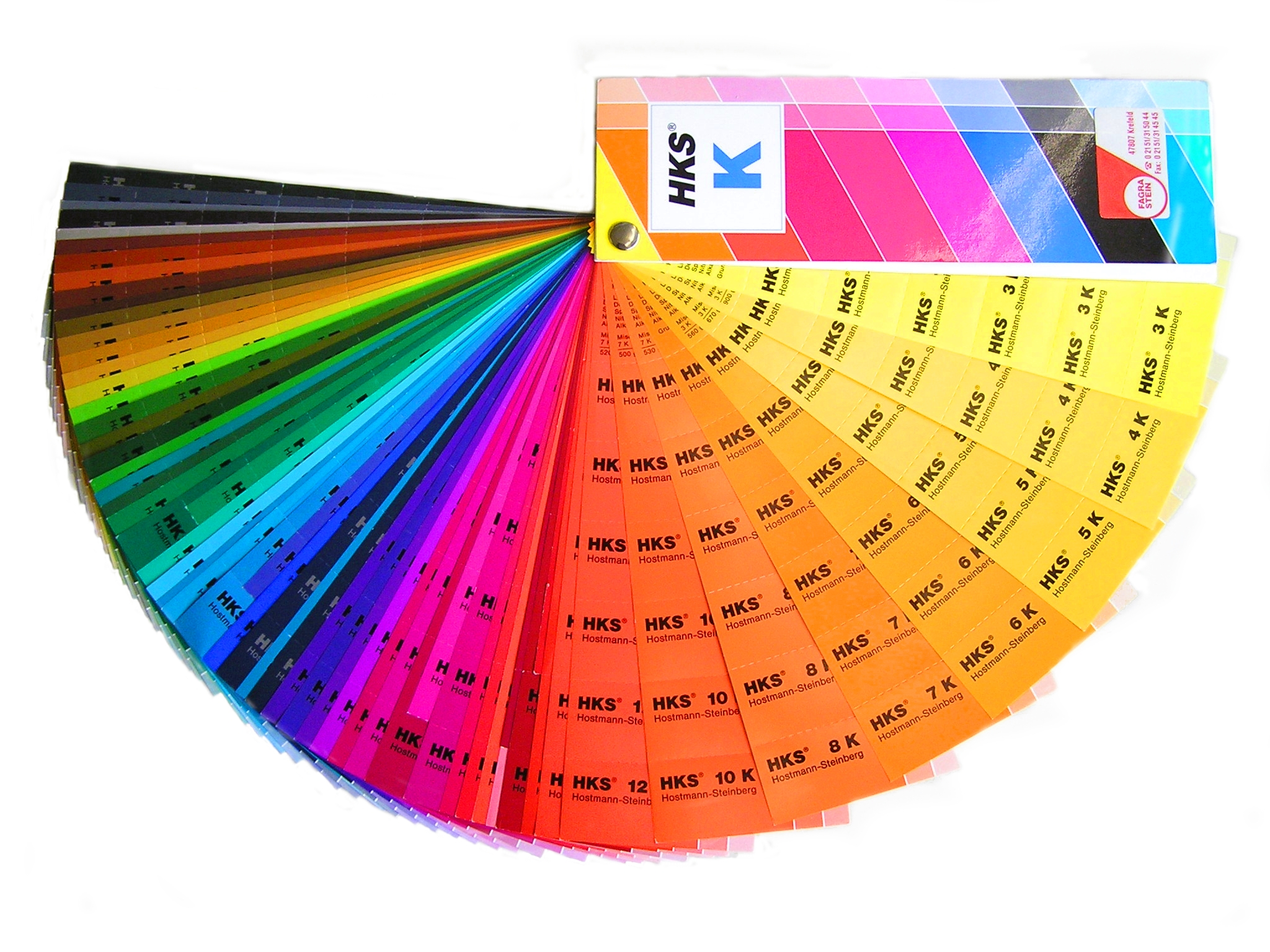
HKS-Farbfächer
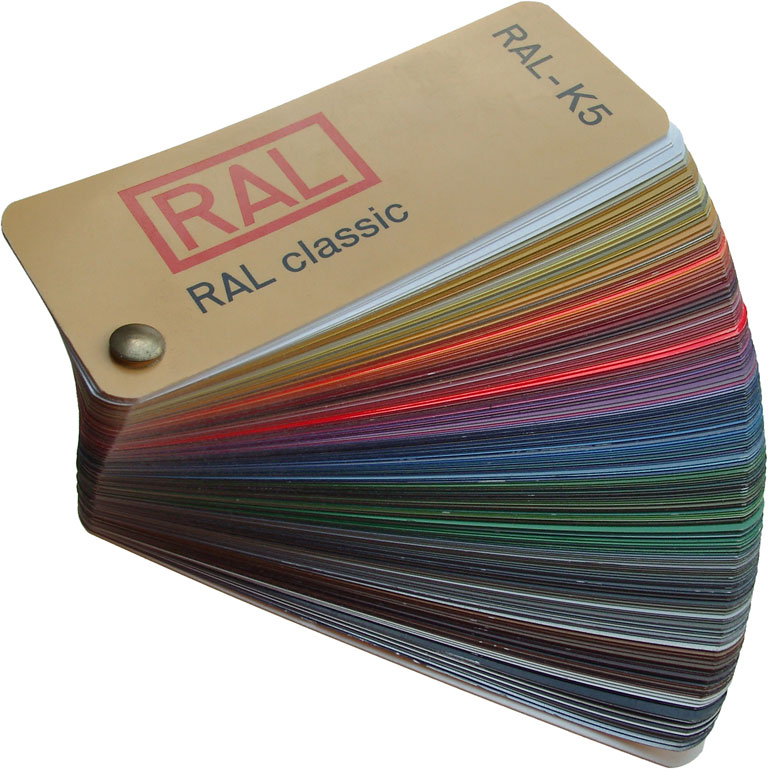
RAL-Farbfächer
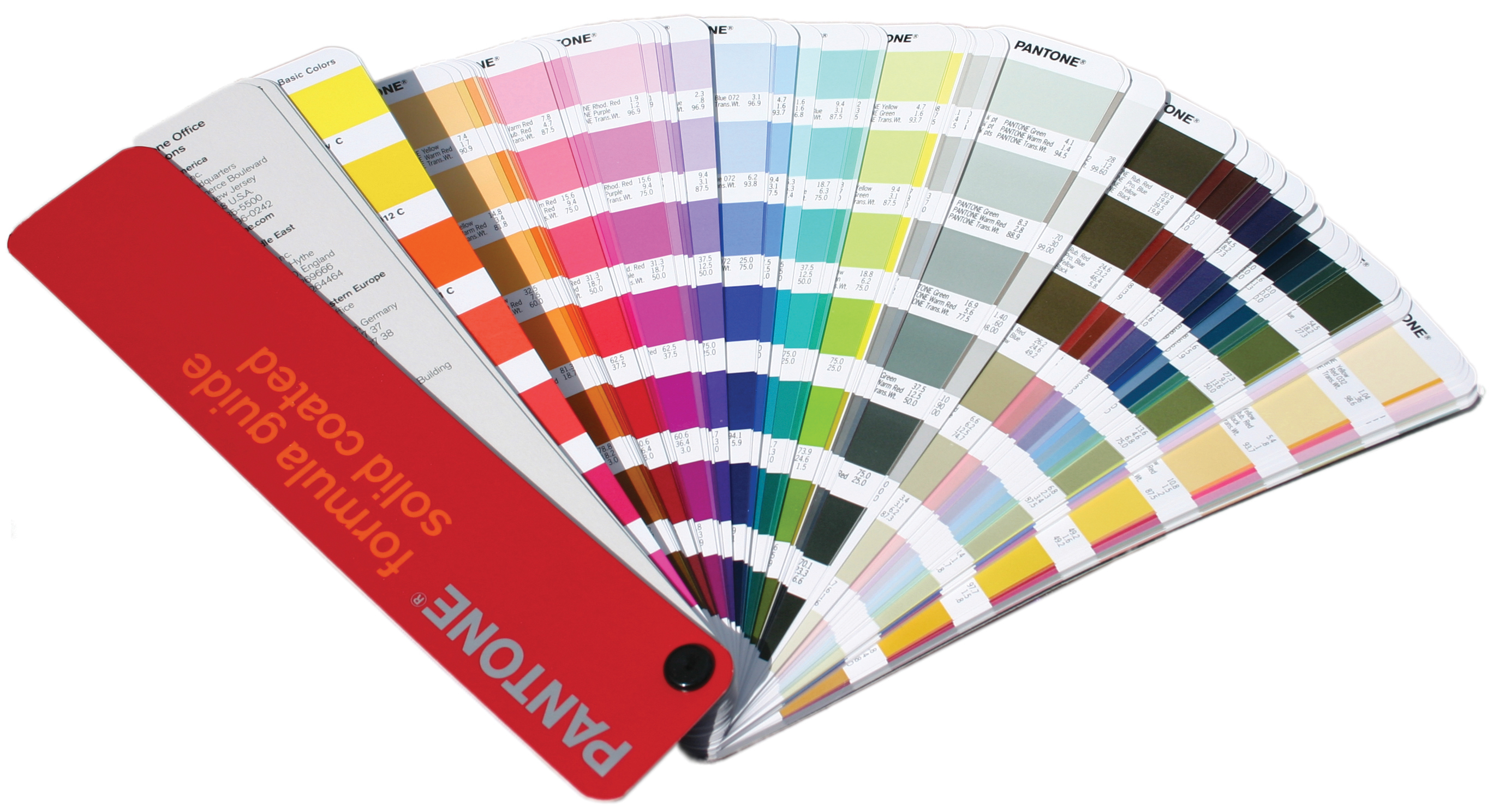
Pantone-Farbfächer